# August Heim
August Heim (13 de março de 1904 – 8 de maio de 1976) foi um esgrimista alemão, que participou dos Jogos Olímpicos de Verão de 1936, sob a bandeira da Alemanha.